# Énna Mac Murchada
Énna Mac Murchada, o Enna Mac Murchada, también conocido como Énna mac Donnchada, y Énna mac Donnchada mic Murchada, gobernó Uí Chennselaig, Leinster, y Dublín en el siglo XII, Énna era un Meic Murchada, rama de la dinastía Uí Chennselaig que alcanzó el poder en Leinster en la persona de su bisabuelo paterno. Énna accedió al poder tras la muerte de primo Diarmait mac Énna. A lo largo de su reinado, Énna reconoció el señorío de Toirdelbach Ua Conchobair, Rey de Connacht, pese a que  participó en una fallida rebelión contra él en 1124. A su muerte en 1126, Toirdelbach exitosamente aprovechó el vacío de poder resultante.

## Contexto
Énna era hijo de Donnchad mac Murchada, Rey de Leinster (m. 1115). Donnchad tuvo dos otros hijos: uno muerto en 1115, y otro llamado Diarmait (m. 1171). Los hombres eran miembros  de Uí Chennselaig. En los años 1040, la familia tomó posesión del reino de Leinster en la persona de Diarmait mac Máel na mBó, bisabuelo paterno de Énna. Diarmait mac Máel na mBó finalmente obtuvo el trono de Dublín, y presentó sus credenciales para obtener el título de Rey Supremo de Irlanda. Un siglo después los gobernantes reales de Leinster era regularmente escogidos de la familia. Énna y su familia inmediata conformaban los Meic Murchada, una rama del Uí Chennselaig descendiente y nombrada del hijo de Diarmait mac Máel na mBó, Murchad.
En 1117, el trono de Uí Chennselaig, Leinster, y Dublín fue ocupado el primo de Énna, Diarmait mac Énna (m. 1117). El mismo año de su muerte, Énna accedió al reinado de Uí Chennselaig, y Leinster. A diferencia de otros monarcas de su familia, Énna no afrontó oposición interna.

## Dublín

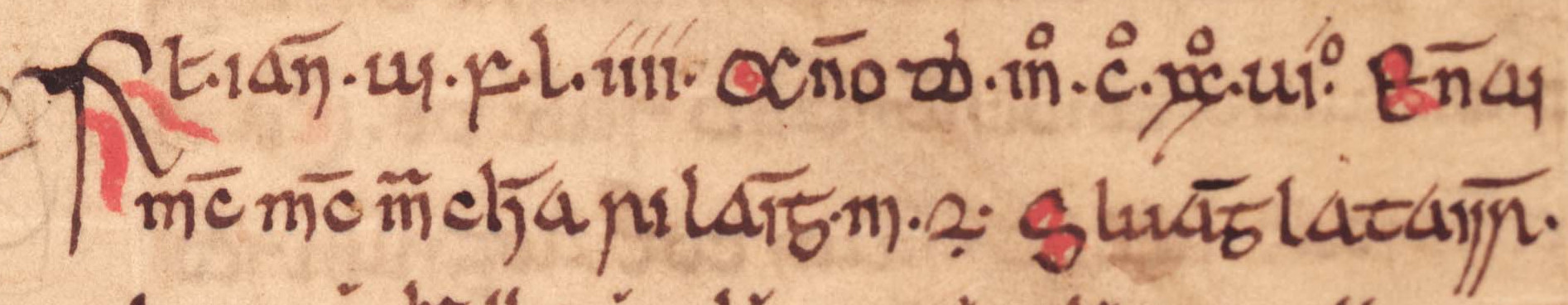
Excerpt De Oxford Bodleian Biblioteca MS Rawlinson B 489 (Anales de Ulster) respecto de Énna muerte en 1126. Estos acuerdos de entrada Énna un patronym refiriendo a su abuelo, whilst el pictured excerpt de los Anales de Inisfallen refiere a Énna padre.

En 1118, Toirdelbach Ua Conchobair, Rey de Connacht tomó el reino de Dublín, después de expulsar al reinante Domnall Gerrlámhach Ua Briain, Rey de Dublín (m. 1135), que parece haber ocupado el trono tras la muerte de Diarmait el año anterior.
En algún punto posterior, el propio Énna obtuvo el trono, ya que es nombrado rí Laigen ⁊ Gall por los Anales de Ulster en una entrada que registra su sumisión a Toirdelbach en 1122. En lugar de controlar Dublín directamente, Toirdelbach parece haber dejado a Énna gobernar Dublín como su subordinado. A pesar de que los dos parecen haber mantenido relaciones generalmente amistosas, Énna participó en una revuelta contra Toirdelbach en 1124, encabezada por Cormac Mac Carthaig (m. 1138), antes de que las relaciones fueran finalmente restauradas, cuando Toirdelbach viajó a Dublín y está registrado por los Anales de Tigernach que entregó el trono a Énna. El reinado de Énna en Dublín es aún más evidenciado por su regalo de la propiedad de "Realgeallyn" a la Iglesia de la Sagrada Trinidad, el centro eclesiástico de Dublín.
La temprana muerte de Énna en 1126 consta en fuentes numerosas como los Anales de Inisfallen, los Anales de Tigernach, los Anales de los Cuatro Maestros, y los Anales de Ulster. El Libro de Leinster revela que  murió en Wexford. Su muerte sugiere que los Meic Murchada controlaban este enclave nórdico-gaélico, y parece que esta ciudad y Dublín eran las concentraciones primarias de la riqueza de Leinster.
Toirdelbach aprovechó el vacío de poder dejado tras la muerte de Énna  defunción, e instaló al año siguiente a su propio hijo Conchobar (m. 1144), como Rey de Dublín. Toirdelbach invadió el territorio nuclear de Uí Chennselaig, y depuso a un innominado Meic Murchada, antes de instalar a Conchobar como rey. El antedicho Meic Murchada bien pudo haber sido Máel Sechlainn mac Diarmata (m. 1133), un primo de Énna. Otra posibilidad es que este Meic Murchada fuera un hermano menor de Énna, Diarmait, rival aparente de Máel Sechlainn.

## Ascendencia
|  |                                                              |  |  |  |  |  |  |  |  |  |  |  |  |  |  |  |
|  | 16. Donnchad mac Diarmata (m. 1006).                         |  |  |  |  |  |  |  |  |  |  |  |  |  |  |  |
|  |                                                              |  |  |  |  |  |  |  |  |  |  |  |  |  |  |  |
|  |                                                              |  |  |  |  |  |  |  |  |  |  |  |  |  |  |  |
|  | 8. Diarmait mac Maíl na mBó rey de Leinster (m. 1072)        |  |  |  |  |  |  |  |  |  |  |  |  |  |  |  |
|  |                                                              |  |  |  |  |  |  |  |  |  |  |  |  |  |  |  |
|  |                                                              |  |  |  |  |  |  |  |  |  |  |  |  |  |  |  |
|  | 18. Aífe ingen Gilla Pátraic                                 |  |  |  |  |  |  |  |  |  |  |  |  |  |  |  |
|  |                                                              |  |  |  |  |  |  |  |  |  |  |  |  |  |  |  |
|  |                                                              |  |  |  |  |  |  |  |  |  |  |  |  |  |  |  |
|  | 4. Murchad mac Diarmata, rey de Dublin y las Islas (m. 1070) |  |  |  |  |  |  |  |  |  |  |  |  |  |  |  |
|  |                                                              |  |  |  |  |  |  |  |  |  |  |  |  |  |  |  |
|  |                                                              |  |  |  |  |  |  |  |  |  |  |  |  |  |  |  |
|  | 2. Donnchad mac Murchada, rey de Leinster (m. 1115)          |  |  |  |  |  |  |  |  |  |  |  |  |  |  |  |
|  |                                                              |  |  |  |  |  |  |  |  |  |  |  |  |  |  |  |
|  |                                                              |  |  |  |  |  |  |  |  |  |  |  |  |  |  |  |
|  | 1. Énna Mac Murchada (m. 1126)                               |  |  |  |  |  |  |  |  |  |  |  |  |  |  |  |
|  |                                                              |  |  |  |  |  |  |  |  |  |  |  |  |  |  |  |
|  |                                                              |  |  |  |  |  |  |  |  |  |  |  |  |  |  |  |